# Beata Mendrek-Mikulska
Beata Mendrek-Mikulska (ur. w 1980 w Katowicach) – polska artystka fotograf. Wykładowca fotografii. Zawodowo zajmuje się także projektowaniem graficznym. Członkini Związku Polskich Artystów Fotografików. Jej prace znajdują się w zbiorach: Muzeum Śląskiego w Katowicach, Śląskiej Kolekcji Fotografii Artystycznej w Katowicach oraz Muzeum Miejskiego w Sosnowcu.

## Życiorys
Ukończyła dwuletnie Policealne Studium Fotograficzne w Katowicach a następnie Organizację Produkcji Filmowej i Telewizyjnej na Wydziale Radia i Telewizji Uniwersytetu Śląskiego w Katowicach.
Od 2002 roku angażuje się w organizację wielu wystaw i innych projektów artystycznych. Często w roli kuratora wystawy. Współpracuje z katowickimi galeriami Galeria Szyb Wilson, Galeria Czakram oraz Galeria Katowice ZPAF.
W 2003 założyła Grupę Fotograficzną „Natechwile”. Działała w niej do 2006 roku. W 2004 roku była współorganizatorką Międzynarodowego Festiwalu Sztuk Wizualnych EWNS w Katowicach.
W 2008 roku została przyjęta w poczet członków Związku Polskich Artystów Fotografików (okręg śląski).
Prowadzi wykłady oraz warsztaty w szkołach fotograficznych na terenie Katowic oraz Tychów. Od 2009 w katowickiej szkole Fotoedukacja, prowadzi zajęcia z zakresu: Technik fotograficznych, Kompozycji obrazu fotograficznego oraz Estetyki fotografii.
Od 2015 roku jest koordynatorką projektu dedykowanego młodym twórcom – Natechwile projekt. W 2019 roku przewodniczyła jury 19-tej edycji festiwalu Tychy Press Photo 2019.

## Wystawy indywidualne
- 2002 – Atelier, Galeria Medialna, Sosnowiec;
- 2004 – Galeria King's Pub, Będzin;
- 2006 – Uwewnętrznienie, Galeria Czakram, Katowice;
- 2006 – Kontrasty, Galeria Fotografii, Świdnica;
- 2007 – Korzenie, Galeria Czakram, Katowice;
- 2008 – Cisza, Galeria Fotografii NOS, Katowice;
- 2010 – Cisza, Galeria Fotografii DeKa, Rybnik;
- 2012 – Współodczuwanie, Galeria Katowice;
- 2013 – Notatki, Galeria Katowice;
- 2015 – wystawa indywidualna w ramach 12 Międzynarodowego Festiwalu Fotografii, Rybnik;
- 2016 – Motylu... leć!, Centrum Kultury Śląskiej, Świętochłowice;
- 2017 – Patrzę na świat cicho i spokojnie..., Galeria Foto Łakomscy, Sosnowiec;
- 2017 – Motylu... leć!, Galeria Fotografii DeKa, Rybnik;
- 2017 – Motylu... leć!, Galeria Perkoz, Gliwice;
- 2019 – Kokony, Galeria Katowice ZPAF[3];
- 2023 – Dotknięcia, Galeria Katowice ZPAF[7];
- 2025 – Głos dla tych, których…, Galeria Katowice ZPAF[8].

## Wystawy zbiorowe
- 2002 – Galeria Stryszek, Michałkowice;
- 2002 – Przeszłość w kadrze", Górnośląski Park Etnograficzny, Chorzów;
- 2003 – Odpowiedz, Galeria Szyb Wilson, Katowice;
- 2006 – Uwewnętrznienie – dialog, Galeria Czakram, Katowice;
- 2009 – Wystawa zbiorowa: Marek Locher, Krzysztof Niesporek, Piotr Oleś, Galeria Katowice ZPAF;
- 2009 – Nikiszowiec, Galeria Katowice ZPAF;
- 2009 – Impresje, Galeria Katowice ZPAF;
- 2010 – Kopalnia obrazu  – Klatki ze snu, Galeria Katowice ZPAF;
- 2010 – Ponad podziałami, Galeria Pusta, Katowice;
- 2010 – Cmentarz żydowski w Katowicach, Galeria Katowice ZPAF;
- 2011 – Ponad podziałami, Galeria Sztuki KOK- Kłodzko;
- 2011 – Kopalnia obrazu  – Intymność, Galeria Katowice ZPAF;
- 2011 – Przestrzeń prywatna, Galeria Za Szafą ZPAF, Wrocław;
- 2011 – Ponad podziałami, Saint Etienne, Francja;
- 2012 – Dopełnienie konieczne. Śląskie fotografki., Muzeum Śląskie, Katowice;
- 2012 – Przestrzeń prywatna, Galeria Ciasna, Jastrzębie Zdrój;
- 2013 – Bliżej, Galeria Katowice;
- 2014 – Dalej, Galeria Katowice;
- 2014 – Polska w obiektywie, Centrum Kultury i Informacji, Skopje, Macedonia;
- 2015 – Polska w obiektywie, Kumanowo, Macedonia;
- 2015 – Linie papilarne, Galeria Katowice;
- 2016 – Dalej, Galeria Obok, Warszawa;
- 2016 – Materialne – Niematerialne, Muzeum Miejskie, Siemianowice;
- 2017 – Rozmowy..., Centrum Kultury Ślaskiej, Nakło Śląskie;
- 2018 – Halucynacje, Centrum Kultury Ślaskiej, Nakło Śląskie;
- 2019 – Spotkania, Galeria Katowice ZPAF;
- 2019 – Śląsk, Galeria Fotografii, Świdnica;
- 2019 – Świadomość Ciała, Centrum Kultury Ślaskiej, Nakło Śląskie;
- 2019 – Fotografowie dla Hospicjum, Galeria na 6, Gliwice;
- 2020 – XXII Spotkania Artystyczne Sosnowiec, Pałac Schoena w Sosnowcu;
- 2020 – Świadomość kadru, kolorowy świat portretu, Centrum Kultury Ślaskiej, Nakło Śląskie[3].

## Nagrody i wyróżnienia
- 2001 – wyróżnienie w III Międzynarodowym Fotomaratonie – Start w Nowe Milenium II, Wrocław;
- 2003 – I nagroda w XI Konkursie ZESTAW 2003 –  fotografia poszukująca, Galeria Fotografii; Świdnica;
- 2007 – wyróżnienie w I Światowym Konkursie Fotograficznym – Wiary i Wierni Tego Świata, ŚSAFITA, Wrocław;
- 2013 – Nagroda dla młodego twórcy im. Anny Chojnackiej, ZPAF okręg Śląski[3].

## Publikacje
- Publikacja zbiorowa: Dopełnienie konieczne: śląskie fotografki, Katowice, Muzeum Śląskie, 2012[1].